# 扎加利納科里斯季
47°38′14″N 32°33′30″E / 47.63722°N 32.55833°E
扎加利納科里斯季（烏克蘭語：Загальна Користь），是烏克蘭南部的村莊，隸屬尼古拉耶夫州的巴什坦卡區。該村面積0.81平方公里，海拔高度97米，2001年人口333，人口密度每平方公里411.1人。